# Calgary Midnapore
Circonscription électorale fédérale du Canada
Calgary Midnapore est une circonscription électorale fédérale canadienne de l'Alberta. Elle comprend une partie de la ville de Calgary.
Les circonscriptions limitrophes sont
- au nord : Calgary-Centre
- à l'est : Calgary-Est et Calgary Shepard
- au sud : Foothills
- à l'ouest : Calgary Heritage.

Lors du redécoupage électoral de 2022, ses limites avec la circonscription voisine de Calgary Heritage ont été modifiées, chacune obtenant une portion du territoire de l'autre.

## Députés
| Législature                                                              | Années       | Député          | Député       | Parti        |
| ------------------------------------------------------------------------ | ------------ | --------------- | ------------ | ------------ |
| Calgary Midnapore issue de Calgary-Sud-Est, Calgary-Sud-Ouest et Macleod |              |                 |              |              |
| 42e                                                                      | 2015–2016    |                 | Jason Kenney | Conservateur |
| 42e                                                                      | 2017-2019    | Stephanie Kusie |              | Conservateur |
| 43e                                                                      | 2019–2021    | Stephanie Kusie |              | Conservateur |
| 44e                                                                      | 2021–Présent | Stephanie Kusie |              | Conservateur |

## Résultats électoraux
|  | Candidat         | Parti             | #     | %      |
|  | ---------------- | ----------------- | ----- | ------ |
|  | Stephanie Kusie  | Conservateur      | 22454 | 77.2 % |
|  | Haley Brown      | Libéral           | 4950  | 17 %   |
|  | Holly Heffernan  | Néo-Démocrate     | 735   | 2.5 %  |
|  | Ryan Zedic       | Vert              | 625   | 2.1 %  |
|  | Larry R. Heather | Héritage Chrétien | 251   | 0.9 %  |
|  | Total            |                   | 29096 | 100%   |

|       | Candidat         | Parti              | # de voix | % des voix |
|       | (X) Jason Kenney | Conservateur       | +42 415,  | 66,73 %    |
|       | Haley Brown      | Libéral            | +14 396,  | 22,65 %    |
|       | Laura Weston     | NPD                | +04 915,  | 7,73 %     |
|       | Brennan Wauters  | Vert               | +01 691,  | 2,66 %     |
|       | Peggy Askin      | Marxiste-léniniste | +00145,   | 0,23 %     |
| Total | Total            | Total              | 63 562    | 100 %      |